# Pontificia Universidad Católica de Puerto Rico
La Pontificia Universidad Católica de Puerto Rico es una institución católica, educada por los obispos de Puerto Rico, privada, en la ciudad de Ponce, Puerto Rico. Ofrece cursos en las áreas de administración de empresas, artes y humanidades, derecho, educación y ciencias para los niveles de bachillerato, maestría y doctorado.

## Historia

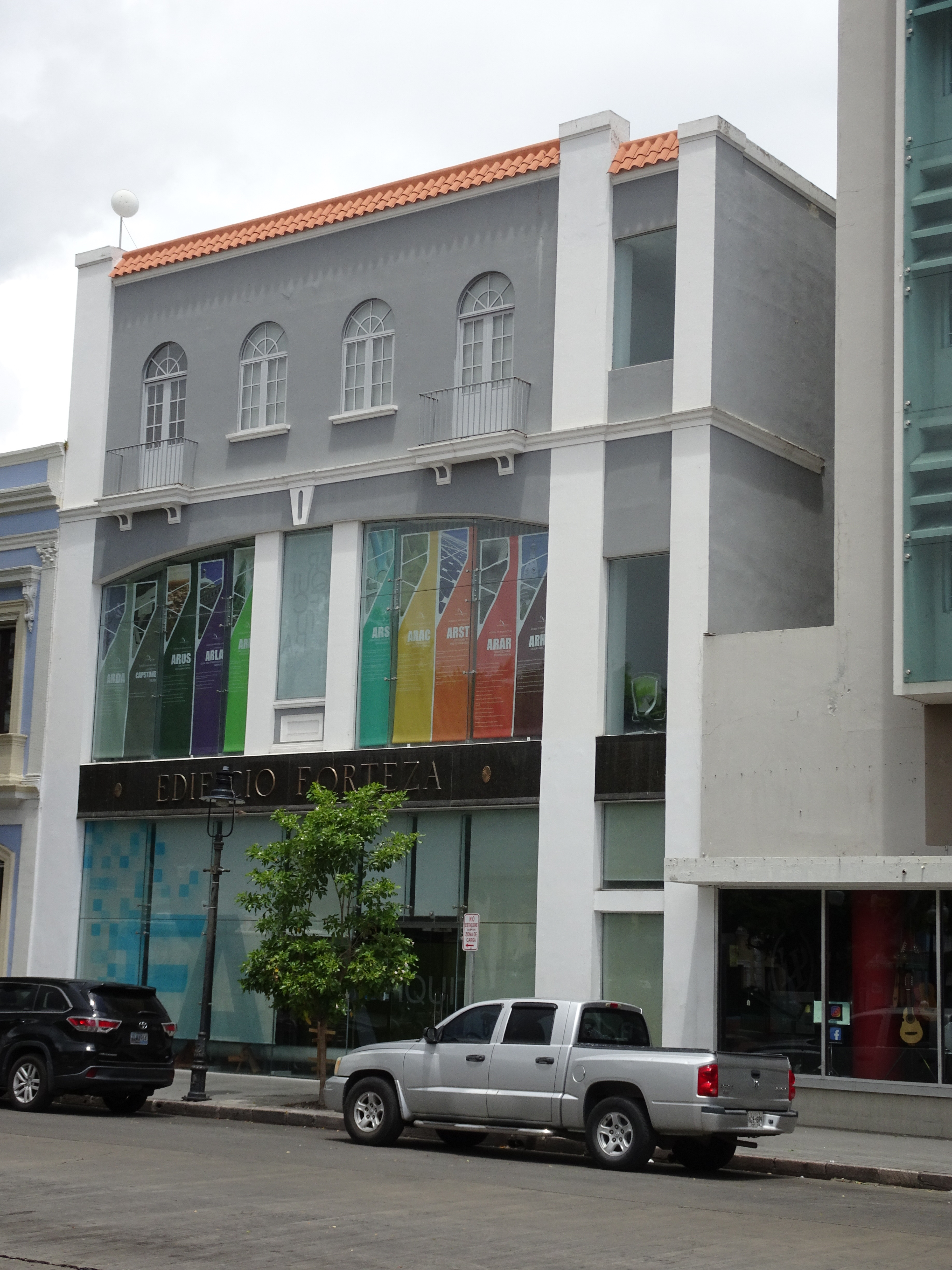
Facultad de Arquitectura de la universidad en Ponce

Se fundó en 1948 por iniciativa de los obispos de Puerto Rico: S.E.R. Mons. James E. McManus, C.S.S.R., Obispo de la Diócesis de Ponce, y S.E.R. James Davis, Obispo de la Diócesis de San Juan, quienes en la primavera de ese año anunciaron al pueblo de Puerto Rico la fundación de la Universidad Católica. Originalmente tomó el nombre de Santa María. Las primeras 193 estudiantes se reunieron en salones cedidos por los Padres Capuchinos y las Hermanas Josefinas en el Colegio San Conrado de Ponce. Al siguiente año, 1949, la primera Comunidad Universitaria pudo inaugurar el campus, un área de 120 acres, cedido por la Familia de Don Luis A. Ferré, quienes eran los propietarios de dichas tierras para entonces.[cita requerida]
En sus comienzos, la Pontificia Universidad Católica estuvo afiliada a la Universidad Católica de América en Washington D. C.. La Junta de Regentes de la Universidad del Estado de N.Y. le otorgó una Carta Orgánica que la acredita como institución de educación superior cuyos programas conducen a grados académicos y profesionales. A finales de su primer año, la Universidad obtuvo la acreditación del Consejo de Educación Superior de Puerto Rico y en 1953 la de la Middle States Association of Colleges and Schools, la cual le renovó dicha acreditación en 1973, 1983, 1993 y 2003.
Al principio, todos sus esfuerzos se orientaron hacia las artes, las ciencias y el adiestramiento de maestros. Luego se fue desarrollando el Colegio de Educación con programas conducentes al Grado Asociado en Educación, Bachillerato en Ciencias en Educación Elemental y Bachillerato en Ciencias en Educación Secundaria. A partir de 1954, el Departamento de Comercio otorgó grados en Administración Comercial y en Ciencias Secretariales. Dentro de las ramas de las ciencias, se creó el programa de enfermería en 1956. La Pontificia Universidad Católica ha ido creciendo rápida y sólidamente, dispuesta a atender aquellas áreas que requieran sus servicios educativos. En el campo profesional ha extendido grandemente sus ofrecimientos, desde formar maestros para el nivel primario hasta desarrollar una serie de carreras profesionales.
La Pontificia Universidad Católica ha creado también tres Recintos y distintos programas de extramuros, ha establecido sesiones nocturnas, sabatinas y de verano.
En 1961, el Departamento de Comercio pasó a la categoría de División de Comercio. En enero de 1962, se creó el Colegio de Educación. Para proveer nuevas oportunidades educativas, se organizaron separadamente los Colegios de Artes y Humanidades, el Colegio de Ciencias y el Colegio de Administración Comercial. En 1967, se creó el programa de Maestría en Educación, el cual fue aprobado por la Junta de Regentes de la Universidad del Estado de N.Y. en 1968. La Escuela de Tecnología Médica se estableció en 1967 y fue aprobada por la Asociación Americana de Medicina en 1968. En marzo de 1971 recibió aprobación el programa de Maestría en Administración Comercial que había comenzado a funcionar en agosto de 1969. Los programas de Maestría en Ciencias en Enfermería y Maestría en Artes en Estudios Hispánicos se iniciaron en agosto de 1976. 
La Escuela de Derecho comenzó en 1961. La misma ofrece estudios en distintas ramas de ley y organiza programas de intercambio de estudiantes con universidades en los Estados Unidos y España. Su catálogo es extenso y ha tenido personas ilustres y reconocidas en Puerto Rico como profesores, tal como el exgobernador de Puerto Rico Rafael Hernández Colón.
La Escuela de Medicina comenzó en 1976. Los primeros cursos se ofrecieron en enero de 1977. Fue reorganizada como fundación bajo el nombre de La Escuela de Medicina de Ponce en 1979 y mantiene excelentes relaciones académicas y de investigación con la Universidad.
Actualmente es una de las principales universidades privadas de Puerto Rico.

## Localización

### Recinto de Ponce
Su entrada principal está ubicada en la Avenida Las Américas en Ponce, frente al Museo de Arte de Ponce. Colinda su portón posterior con el Hospital Damas y sus laterales con la Iglesia Santa María Reina y la Avenida Hostos, cerca del Hospital Dr. Pila. Su entrada principal se distingue por una imagen de la Virgen de los Estudiantes bajo un gran arco blanco, construido a finales de la década de los noventa.
Haga click aquí para acceder el mapa del Recinto de Ponce.

### Recinto de Mayagüez
El recinto de Mayagüez está localizado en 482S Calle Ramón Emeterio Betances (antigua Calle Post).

## Organización
Su actual presidente es el Lcdo. José A Frontera Agenjo el cual ejerce esta posición desde agosto de 2024. La posición del Presidente de la Junta de Síndicos es reservado para el Obispo de la Diócesis de Mayagüez, ocupado por S.E.R. Mons. Ángel Luis Ríos Matos.  La posición de Gran Canciller de la PUCPR es ocupada por S.E.R. Mons. Rubén González, Obispo de la Diócesis de Ponce.
Junta de Síndicos
La Junta de Síndicos se compondrá de no menos de 21 miembros ni más de 31 y tiene como función principal supervisar todas las operaciones de la Universidad.  Además, cuida de que se observen fielmente los principios de doctrina católica a tenor con el c. 810.2
Senado Universitario
El Senado Universitario es el cuerpo representativo de la administración, del claustro y del estudiantado universitario.  Participa en el proceso legislativo universitario al someter proyectos de legislación a la Junta de Síndicos y desempeña aquellas funciones que se establecen en la Sección 6 del Artículo VIII de los Estatutos.
Composición del Senado
El Senado Universitario estará compuesto por cuatro clases de miembros: senadores ex officio, senadores elegidos por los claustrales electores de los colegios, escuelas o recintos, senadores elegidos por acumulación en asamblea general de claustrales electores y senadores estudiantiles elegidos por estudiantes de programa completo (“full time”) de cada colegio o escuela.

## Gobierno estudiantil
Los estudiantes tendrán libertad para expresar, individual o colectivamente, sus opiniones en cuanto a la política institucional u otros asuntos de interés general para el estudiantado. Cada colegio elegirá un senador estudiantil en elecciones celebradas en efecto siguiendo las normas universitarias. Habrá representación estudiantil con voz y voto en los comités de departamento que tengan que ver directamente con los asuntos académicos del departamento. 
El Consejo General de estudiantes se compone de los siguientes miembros:
- Presidente y senador ex officio;
- Dos Vicepresidentes
- Un Secretario y un Subsecretario
- Un Tesorero y un Subtesorero
- Un Relacionista Público
- Un Senador por los siguientes colegios: Arquitectura, Artes y Humanidades, Administración de Empresas Ciencias y Educación.